# Gerolamo Aliprandi
Gerolamo Aliprandi (Laino, 1635-1640 – Crema, 1696) è stato uno stuccatore e scultore italiano.

## Biografia
Gerolamo o Girolamo Aliprandi faceva parte di una rinomata famiglia di stuccatori originaria della val d'Intelvi, una ramo della quale fu attivo anche in Austria (ma non è chiaro quale fosse il rapporto di parentela di Gerolamo con questi).
Nel 1677 vince, assieme a Domenico Trezzini, l'appalto per la facciata della chiesa del monastero di Santa Monica a Crema; nella stessa città è autore delle statue della scalinata di Palazzo Benzoni-Frecavalli (1675-1680), che raffigurano le allegorie di una serie di virtù del casato committente.
In Trentino-Alto Adige realizza gli stucchi della cappella del Crocifisso nel duomo di Trento (1683, in gran parte perduti), quelli che ornano l'urna di San Clemente nella chiesa di Santa Maria Maggiore sempre a Trento, e quelli della chiesa del Santo Sepolcro di Bolzano. Suoi sono anche gli altorilievi in stucco della cappella della Madonna della Cintura nella chiesa di San Sisinnio di Muronico, Dizzasco, raffiguranti sant'Antonio abate e forse sant'Agostino. 
Nel 1689 è attivo presso il Sacro Monte di Varese; nel 1690 è documentato presso il santuario di Oropa, e lo stesso anno a Como fa redigere il proprio testamento.